# Going Back
Going Back (englisch für „zurückgehen“, „zurückgehend“) ist das achte Studioalbum des britischen Sängers Phil Collins. Es erschien im September 2010 und erreichte Platz 2 der deutschen Charts, Platz 3 in der Schweiz, Platz 3 in Österreich sowie Platz 1 in Großbritannien. Auch in den Vereinigten Staaten konnte es sich platzieren und erreichte Platz 34 der Billboard 200. Das Album enthält hauptsächlich Coverversionen von Motown- und Soul-Standards aus den 1960er-Jahren.

## Hintergrund
Collins sagte, die Idee hinter Going Back sei nicht gewesen, etwas Neues aus den großartigen alten Platten zu machen, sondern die Klänge und Gefühle wiederzuerschaffen, die er beim ersten Hören gehabt habe: … not to bring anything ‚new‘ to these already great records, but to try to recreate the sounds and feelings that I had when I first heard them. My intention was to make an ‚old‘ record, not a ‚new‘ record.

## Kritik
- Stephen Thomas Erlewine von Allmusic schrieb, das Album sei … mildly surprising in its fidelity to its source material („… einigermaßen überraschend in seiner Treue zum Originalmaterial“). Es wurden dem Album drei von fünf Sternen gegeben.[5]

## Titelliste
Standard Edition
1. Girl (Why You Wanna Make Me Blue)
2. (Love Is Like A) Heatwave
3. Uptight (Everything’s Alright)
4. Some of Your Lovin'
5. In My Lonely Room
6. Take Me in Your Arms (Rock Me for a Little While)
7. Blame It on the Sun
8. Papa Was a Rolling Stone
9. Never Dreamed You’d Leave in Summer
10. Standing in the Shadows of Love
11. Do I Love You
12. Jimmy Mack
13. Something About You
14. Love Is Here and Now You’re Gone
15. Loving You Is Sweeter Than Ever
16. Going to a Go-Go
17. Talking About My Baby
18. Goin’ Back

The Ultimate Edition
1. Girl (Why You Wanna Make Me Blue)
2. (Love Is Like A) Heatwave
3. Uptight (Everything’s Alright)
4. Some of Your Lovin'
5. In My Lonely Room
6. Take Me in Your Arms (Rock Me a Little While)
7. Blame It on the Sun
8. Papa Was a Rolling Stone
9. Never Dreamed You’d Leave in Summer
10. Standing in the Shadows of Love
11. Do I Love You
12. Jimmy Mack
13. Something About You
14. Love Is Here and Now You’re Gone
15. Loving You Is Sweeter Than Ever
16. Going to a Go-Go
17. Talking About My Baby
18. Going Back
19. Ain’t Too Proud to Beg (Bonustitel)
20. You’ve Been Cheatin'  (Bonustitel)
21. Don't Look Back (Bonustitel)
22. You Really Got a Hold on Me (Bonustitel)
23. Ain’t That Peculiar (Bonustitel)
24. Nowhere to Run (Bonustitel)
25. Dancing in the Street (Bonustitel)

## Verkaufszahlen und Auszeichnungen
| Land/Region                  | Auszeichnungen für Musikverkäufe (Land/Region, Auszeichnung, Verkäufe) | Verkäufe |
| ---------------------------- | ---------------------------------------------------------------------- | -------- |
| Belgien (BRMA)               | Platin                                                                 | 30.000   |
| Brasilien (PMB)              | Gold                                                                   | 20.000   |
| Dänemark (IFPI)              | Gold                                                                   | 15.000   |
| Deutschland (BVMI)           | Platin                                                                 | 200.000  |
| Frankreich (SNEP)            | Platin                                                                 | 100.000  |
| Kanada (MC)                  | Gold                                                                   | 40.000   |
| Neuseeland (RMNZ)            | Gold                                                                   | 7.500    |
| Österreich (IFPI)            | Gold                                                                   | 10.000   |
| Polen (ZPAV)                 | Gold                                                                   | 10.000   |
| Schweiz (IFPI)               | Gold                                                                   | 15.000   |
| Vereinigtes Königreich (BPI) | Gold                                                                   | 100.000  |
| Insgesamt                    | 8× Gold · 3× Platin ·                                                  | 547.500  |

Hauptartikel: Phil Collins/Auszeichnungen für Musikverkäufe